# Patrick (2013)
Patrick (bra: Patrick: O Despertar do Mal, ou Patrick - O Despertar do Mal) é um filme australiano de 2013, do gênero terror, dirigido por Mark Hartley.